# Potanthus hetaerus
Potanthus hetaerus är en fjärilsart som beskrevs av Mabille 1883. Potanthus hetaerus ingår i släktet Potanthus och familjen tjockhuvuden. Inga underarter finns listade i Catalogue of Life.